# NGC 2148
NGC 2148 é uma galáxia espiral (Sb) localizada na direcção da constelação de Pictor. Possui uma declinação de -59° 07' 35" e uma ascensão recta de 5 horas, 58 minutos e 45,6 segundos.
A galáxia NGC 2148 foi descoberta em 4 de Dezembro de 1834 por John Herschel.